# Louise Müller (Sängerin, 1763)
Louise Müller, geb. Kress (* 24. Juli 1763 in Göttingen; † 24. August 1829 in Neustrelitz) war eine deutsche Sängerin (Alt) und Klavierlehrerin.

## Leben
Louise Kress war eine Tochter des Komponisten und Geigers Georg Philipp Kress (1719–1779) und erhielt ihren ersten Musikunterricht von Johann Nikolaus Forkel.
Um 1782 erhielt sie ein Engagement in Hamburg und sang dort mehrere Jahre unter der Direktion von Friedrich Ludwig Schröder. Zu ihren Freundinnen gehörten die Sängerinnen Elisabeth Mara und Felicitas Benda geb. Ritz (1757–1835), die 1778 bis 1789 mit dem Violinisten und Konzertmeister Friedrich Ludwig Benda verheiratet war. Später war sie am Deutschen Theater in Amsterdam tätig. In den letzten Jahren lebte sie als Hofsängerin am Hof von Großherzog Georg in Neustrelitz.

„Sie galt zu ihrer Zeit als eine der größten Sängerinnen und später als ausgezeichnete Gesangslehrerinn Deutschlands. Als vortreffliche Altistinn ward sie nach Strelitz als großherzogliche Kammersängerin berufen, bildete daselbst viele tüchtige Schüler für das Pianoforte und starb 1829.“

Louise Müller war die Mutter des Komponisten und Kapellmeisters Carl Friedrich Müller (1796–1846).